# Podnjataja tselina
Podnjataja tselina (russisk: Поднятая целина) er en sovjetisk spillefilm fra 1959 af Aleksandr Ivanov.

## Medvirkende
- Pjotr Tjernov som Semjon Davydov
- Jevgenij Matvejev som Makar Nagulnov
- Fjodor Sjmakov som Andrej Razmjotnov
- Vladimir Dorofejev som Sjjukar
- Ljudmila Khitjaeva som Lusjka